# James Garner (futbolista)
James David Garner (Birkenhead, Inglaterra, Reino Unido, 13 de marzo de 2001) es un futbolista británico que juega como centrocampista en el Everton F. C. de la Premier League de Inglaterra.

## Trayectoria
Nació en Birkenhead, Inglaterra. Se unió a la Academia del Manchester United en la categoría sub-8.
Hizo sus primeras apariciones en el Manchester United sub-18 al final de la temporada 2016-17, como suplente en los juegos contra el Arsenal y el Blackburn Rovers. Firmó con la academia en julio de 2017 y fue miembro regular de los sub-18 en la temporada 2017–18, anotando cuatro goles en 24 encuentros en todas las competiciones, ya que el Manchester United ganó el título de la Premier League sub-18; sin embargo, se perdió la final de la competencia contra el Chelsea ya que estaba con la Selección de fútbol sub-17 de Inglaterra. También hizo ocho apariciones para el Manchester United Sub-19 cuando el equipo llegó a los octavos de final de la Liga Juvenil de la UEFA 2017-18 antes de ser eliminado por su clásico rival, el Liverpool.
Estuvo por primera vez con el primer equipo del Manchester United en la gira por los Estados Unidos en verano de 2018, comenzando en el partido contra el San Jose Earthquakes el 22 de julio, antes de ser sustituido por Scott McTominay en el descanso. También hizo apariciones como suplente contra el Real Madrid el 1 de agosto y el Bayern de Múnich el 5 de agosto. Con la clasificación del Manchester United de su grupo de la Liga de Campeones de la UEFA 2018-19, Garner fue nombrado para el banco en su último partido de grupos contra el Valencia el 12 de diciembre, pero no fue utilizado en el partido. Nuevamente fue convocado como suplente en la tercera ronda de la FA Cup 2018-19 del Manchester United contra el Reading el 5 de enero de 2019, pero de nuevo no salió al campo.
Hizo su debut con el primer equipo el 27 de febrero de 2019, entró como suplente a los 90 minutos, sustituyendo a Fred en una victoria por 3-1 ante el Crystal Palace.
El 18 de septiembre de 2020 fue cedido al Watford F. C. por una temporada. A finales de enero de 2021 esta se canceló y se marchó al Nottingham Forest F. C. para jugar lo que restaba de curso. En agosto renovó con el conjunto mancuniano hasta 2024 y regresó al Nottingham Forest F. C. en una nueva cesión.
El 1 de septiembre de 2022 abandonó definitivamente el Manchester United para jugar los siguientes cuatro años en el Everton F. C.

## Selección nacional

### Categorías inferiores
Fue el capitán de la selección sub-17 de Inglaterra en el Campeonato Europeo Sub-17 de la UEFA 2017, llegando a las semifinales.
Hizo su debut con la selección sub-19 de Inglaterra el 9 de octubre de 2019, en el partido ante la selección sub-19 de Francia, donde marcaría su primer gol para la selección, ganando los franceses con un resultado de 3-1.
Finalmente con la selección sub-20 de Inglaterra, haría su debut el 13 de octubre de 2020 en el partido ante la selección sub-19 de Gales, ganando los ingleses con un resultado de 2-0.

## Estadísticas

### Clubes
Actualizado de acuerdo al último partido jugado el 25 de mayo de 2025.
| Club | Div.          | Temporada     | Liga nacional(1) | Liga nacional(1) | Copas nacionales(2) | Copas nacionales(2) | Torneos internacionales(3) | Torneos internacionales(3) | Total | Total |
| Club | Div.          | Temporada     | Part.            | Goles            | Part.               | Goles               | Part.                      | Goles                      | Part. | Goles |
| --- | ------------- | ------------- | ---------------- | ---------------- | ------------------- | ------------------- | -------------------------- | -------------------------- | ----- | ----- |
| Manchester United F. C. Inglaterra | 1.ª           | 2018-19       | 1                | 0                | 0                   | 0                   | 0                          | 0                          | 1     | 0     |
| Manchester United F. C. Inglaterra | 1.ª           | 2019-20       | 1                | 0                | 0                   | 0                   | 4                          | 0                          | 5     | 0     |
| Manchester United F. C. Inglaterra | Total club    | Total club    | 2                | 0                | 0                   | 0                   | 4                          | 0                          | 6     | 0     |
| Watford F. C. Inglaterra | 2.ª           | 2020-21       | 20               | 0                | 1                   | 0                   | —                          | —                          | 21    | 0     |
| Watford F. C. Inglaterra | Total club    | Total club    | 20               | 0                | 1                   | 0                   | 0                          | 0                          | 21    | 0     |
| Nottingham Forest F. C. Inglaterra | 2.ª           | 2020-21       | 20               | 4                | —                   | —                   | —                          | —                          | 20    | 4     |
| Nottingham Forest F. C. Inglaterra | 2.ª           | 2021-22       | 44               | 4                | 5                   | 0                   | —                          | —                          | 49    | 4     |
| Nottingham Forest F. C. Inglaterra | Total club    | Total club    | 64               | 8                | 5                   | 0                   | 0                          | 0                          | 69    | 8     |
| Everton F. C. Inglaterra | 1.ª           | 2022-23       | 16               | 0                | 1                   | 0                   | —                          | —                          | 17    | 0     |
| Everton F. C. Inglaterra | 1.ª           | 2023-24       | 37               | 1                | 7                   | 1                   | ―                          | ―                          | 44    | 2     |
| Everton F. C. Inglaterra | 1.ª           | 2024-25       | 21               | 0                | 2                   | 0                   | ―                          | ―                          | 23    | 0     |
| Everton F. C. Inglaterra | Total club    | Total club    | 74               | 1                | 10                  | 1                   | 0                          | 0                          | 84    | 2     |
| Total carrera | Total carrera | Total carrera | 160              | 9                | 16                  | 1                   | 4                          | 0                          | 180   | 10    |
| (1)Incluidos los datos de la promoción de ascenso de la EFL Championship. (2)Incluidos los datos de la Copa de la Liga de Inglaterra y FA Cup. (3)Incluidos los datos de la Liga Europa de la UEFA. |               |               |                  |                  |                     |                     |                            |                            |       |       |